# Tok elektrické intenzity
Tok intenzity elektrického pole, též tok elektrické intenzity je fyzikální veličina, vyjadřující tok intenzity elektrického pole plochou. Plocha může být např. plocha průřezu vodiče, nebo plocha obklopující náboj, bez ohledu na množinové pojmy otevřenosti nebo uzavřenosti. Pokud uzavírající plocha neobsahuje elektrický náboj, je celkový tok (integrál toku) intenzity elektrického pole touto plochou roven nule, i když jsou v okolí plochy přítomné náboje. (Jednoduše řečeno, co do plochy vteče, to z ní také odteče.)

## Značení
- Značka: ΦE
- Jednotka: volt metr, zkratka: Vm
- Další jednotky: N·m2.C−1

## Výpočet
Tok intenzity elektrického pole uzavřenou plochou {\displaystyle S} je definován jako integrál
{\displaystyle \Phi =\oint _{S}\mathbf {E} \cdot \mathrm {d} \mathbf {S} },
kde {\displaystyle \mathbf {E} } je vektor elektrické intenzity, {\displaystyle \mathrm {d} \mathbf {S} } je element plochy se směrem normály k ploše, {\displaystyle \mathbf {E} \cdot \mathrm {d} \mathbf {S} } představuje skalární součin. Integrace probíhá přes uzavřenou plochu {\displaystyle S}.
V případě plochy, která není hranicí nějaké části třírozměrného prostoru:
Tok intenzity elektrického pole plochou {\displaystyle S} je definován jako integrál
{\displaystyle \Phi =\int _{S}\mathbf {E} \cdot \mathrm {d} \mathbf {S} },
kde {\displaystyle \mathbf {E} } je vektor elektrické intenzity, {\displaystyle \mathrm {d} \mathbf {S} } je element plochy se směrem normály k ploše. Volba směru normály je v takovýchto případech libovolná.

## Vlastnosti
Znázorní-li se elektrické pole elektrickými siločarami tak, že hustota siločar odpovídá velikosti elektrické intenzity, pak tok elektrické intenzity vyjadřuje počet siločar procházejících uzavřenou plochou.
Není-li uvnitř uzavřené plochy žádné těleso s elektrickým nábojem, pak tok elektrické intenzity touto plochou je nulový (vektor elektrické intenzity, který vejde do plochy, z ní také vystoupí). Nachází-li se uvnitř plochy elektrický náboj, pak tok elektrické intenzity touto plochou je úměrný velikosti elektrického náboje, což vyjadřuje Gaussův zákon elektrostatiky.